# Niklas Peinecke
Niklas Peinecke (* 1975 in Hannover) ist ein deutscher Schriftsteller.

## Leben
Niklas Peinecke studierte Mathematik, Informatik und Soziologie. Er promovierte 2005 über Eigenwertspektren des Laplaceoperators in der Bilderkennung an der Fakultät für Elektrotechnik und Informatik der Universität Hannover.
Er veröffentlichte etliche Kurzgeschichten in Büchern und Magazinen, unter anderem im Wurdack-Verlag, in Nova, c’t und im Begedia-Verlag. Themen sind dabei immer wieder der Gegensatz des Einzelnen zu einer technisierten Umwelt und das letztliche Entkommen daraus.
Mehrfach wurde Niklas Peinecke für den Kurd-Laßwitz-Preis und den Deutschen Science Fiction Preis nominiert.
Seine Romane "Das Haus der blauen Aschen", "Die Seelen der blauen Aschen" und "Die Sonne der Seelen" in der Science-Fiction-Serie "Die neunte Expansion" im Wurdack-Verlag wurden von Lesern und Kritikern wohlwollend aufgenommen.

## Romane
- Das Haus der blauen Aschen. Wurdack-Verlag, Nittendorf 2014, ISBN 978-3-95556-011-9.
- Die Seelen der blauen Aschen. Wurdack-Verlag, Nittendorf 2015, ISBN 978-3-95556-015-7.
- Die Sonne der Seelen. Wurdack-Verlag, Nittendorf 2016, ISBN 978-3-95556-019-5.

## Nachweise
1. ↑  Science Fiction Rundschau in Der Standard